# Parasaitis
Parasaitis Bryant, 1950 è un genere di ragni appartenente alla famiglia Salticidae.

## Etimologia
Il nome è composto dalla preposizione greca παρά, parà, che significa accanto, e dal genere Saitis, con cui ha varie caratteristiche in comune

## Distribuzione
L'unica specie oggi nota di questo genere è endemica dell'isola di Giamaica.

## Tassonomia
A dicembre 2010, si compone di una specie:
- Parasaitis femoralis Bryant, 1950[2] — Giamaica